# عمر توریخوس
عمر توریخوس (انگلیسی: Omar Torrijos؛ ۱۳ فوریه ۱۹۲۹ – ۳۱ ژوئیهٔ ۱۹۸۱) یک سیاست‌مدار اهل پاناما بود.